# Piedad de Montefiore

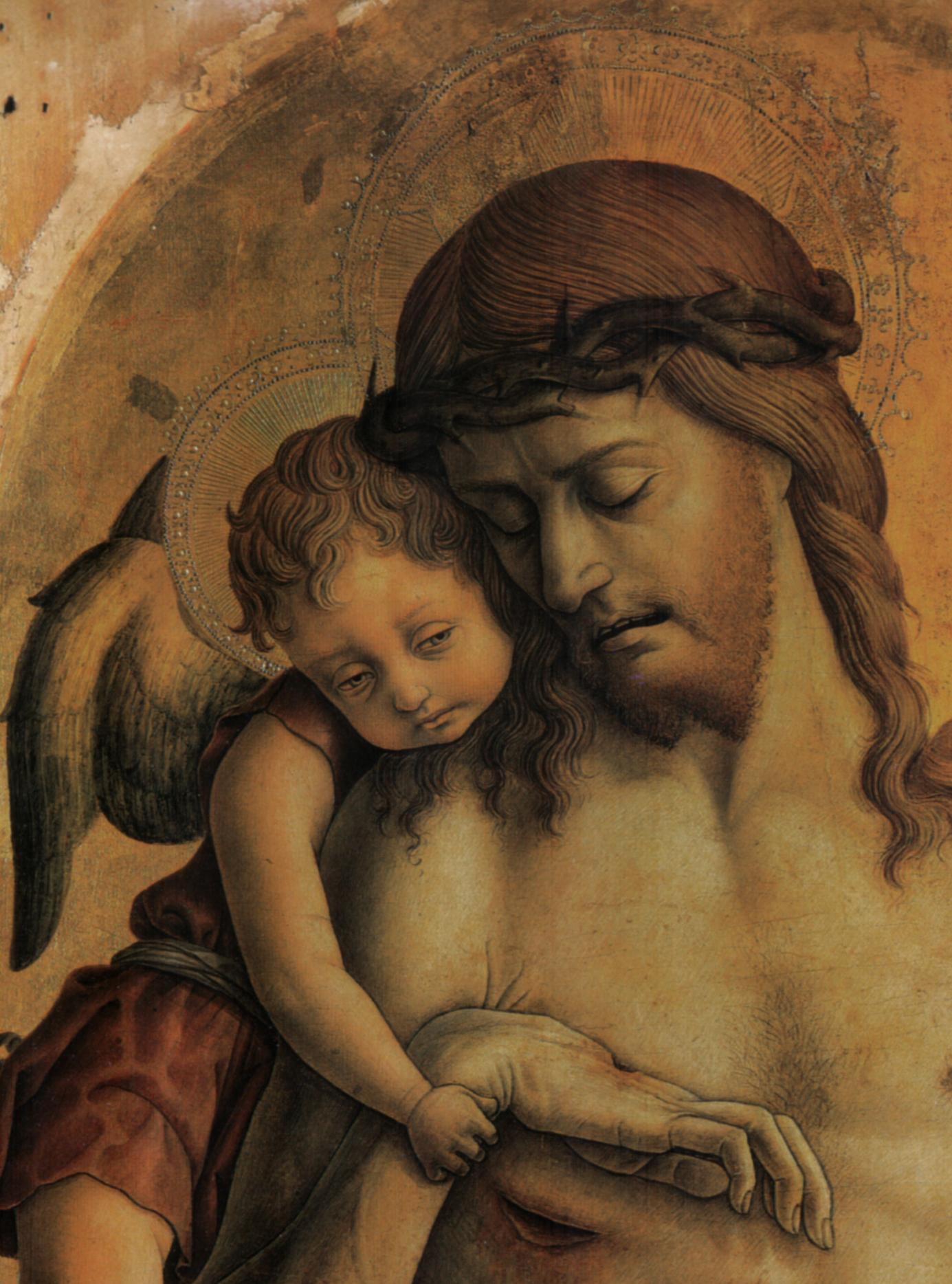
Detalle.

La Piedad de Montefiore es una pintura al temple y oro sobre tabla (72,5 x 55,5 cm) de Carlo Crivelli, datada hacia 1471 aproximadamente y conservada en la National Gallery de Londres. Procede de la parte central del registro superior del desmembrado Políptico de Montefiore dell'Aso. Está firmado "CAROLUS CRIVELLUS VENETUS PINXIT" (la firma es considerada apócrifa y añadida posteriormente según Davies, si bien no existen dudas sobre la autoría de la obra).

## Historia
El políptico, anteriormente en la iglesia de San Francisco de Montefiore dell'Aso, fue desmembrado en el siglo XIX y, a excepción de los paneles que permanecieron en Montefiore (el denominado Tríptico de Montefiore), pasó por el anticuario romano Vallati en 1858, dispersándose las diversas piezas. La Piedad fue adquirida por el museo londinense en 1859.

## Descripción y estilo
Entre las mejores imágenes legadas sobre el tema de Cristo muerto por Crivelli, que a menudo incluía tales representaciones en el coronamiento de sus polípticos, la Piedad de Montefiore, a pesar de su tamaño relativamente pequeño, destaca por su equilibrio dramático y composición, suspendidos entre el crudo realismo de algunos detalles (como las heridas de Cristo y la sensación de muerte que transmite la postura del cuerpo) y la idealizada elegancia de otros (la pose de los ángeles, la serenidad del rostro de Cristo).
Cristo muerto, retomando un esquema derivado de Donatello y los squarchioneschi paduanos, se alza del sepulcro a media figura, sostenido por dos pequeños ángeles niños de pie sobre el marmóreo entablamento; uno de perfil le agarra el brazo izquierdo y se echa hacia atrás, el otro le sujeta la mano derecha y la espalda, apoyando su pequeño rostro entristecido sobre el hombro de Jesús, con un gesto de gran dulzura, agudizado por la rotación del rostro de Cristo hacia él. La suavidad de las expresiones y cuidado de algunos detalles (como la suave barba y los cabellos del Salvador), chocan con la mano rígida y contraída, abandonada a su peso por efecto del fallecimiento y perforada por la profunda herida de la crucifixión. Incluso los suaves pliegues en el vientre, representados con exacto realismo, poco matizado, refuerzan la sensación de cuerpo sin vida. 
Es evidente la derivación de Mantegna de algunos detalles, como las fisionomía de los ángeles, las investigaciones de perspectiva en las losas sobre las que están, y la manera de "esculpir" los pliegues de las ropas con sombras y reflejos que más recuerdan la consistencia de la piedra que de la tela; es también típico el intento de romper el espacio pictórico, incluyendo elementos que se proyectan al exterior, en este caso el lienzo del sudario y la mano izquierda de Jesús, más allá del límite inferior del borde del sepulcro. Sin embargo, no está claro que estas influencias hayan llegado a Crivelli directamente. Davies observó de hecho que el artista pudo haberlas tomado también de un fresco destruido de Giorgio Schiavone en la iglesia de los Eremitas en Padua o de la Piedad del Museo Correr de Giovanni Bellini (de 1460 aproximadamente), que presenta un análogo tratamiento del torso de Cristo.

En cualquier caso la Piedad de Crivelli es la culminación de las experiencias elaboradas en Padua, por el abandono tan realista del cuerpo de Cristo, el ritmo simétrico pero variado, la altísima calidad de cada detalle, la emotividad suspendida, llena de sentimiento conmovedor sin recurrir a una representación explícita y furiosa del dolor, a la manera donatelliana.

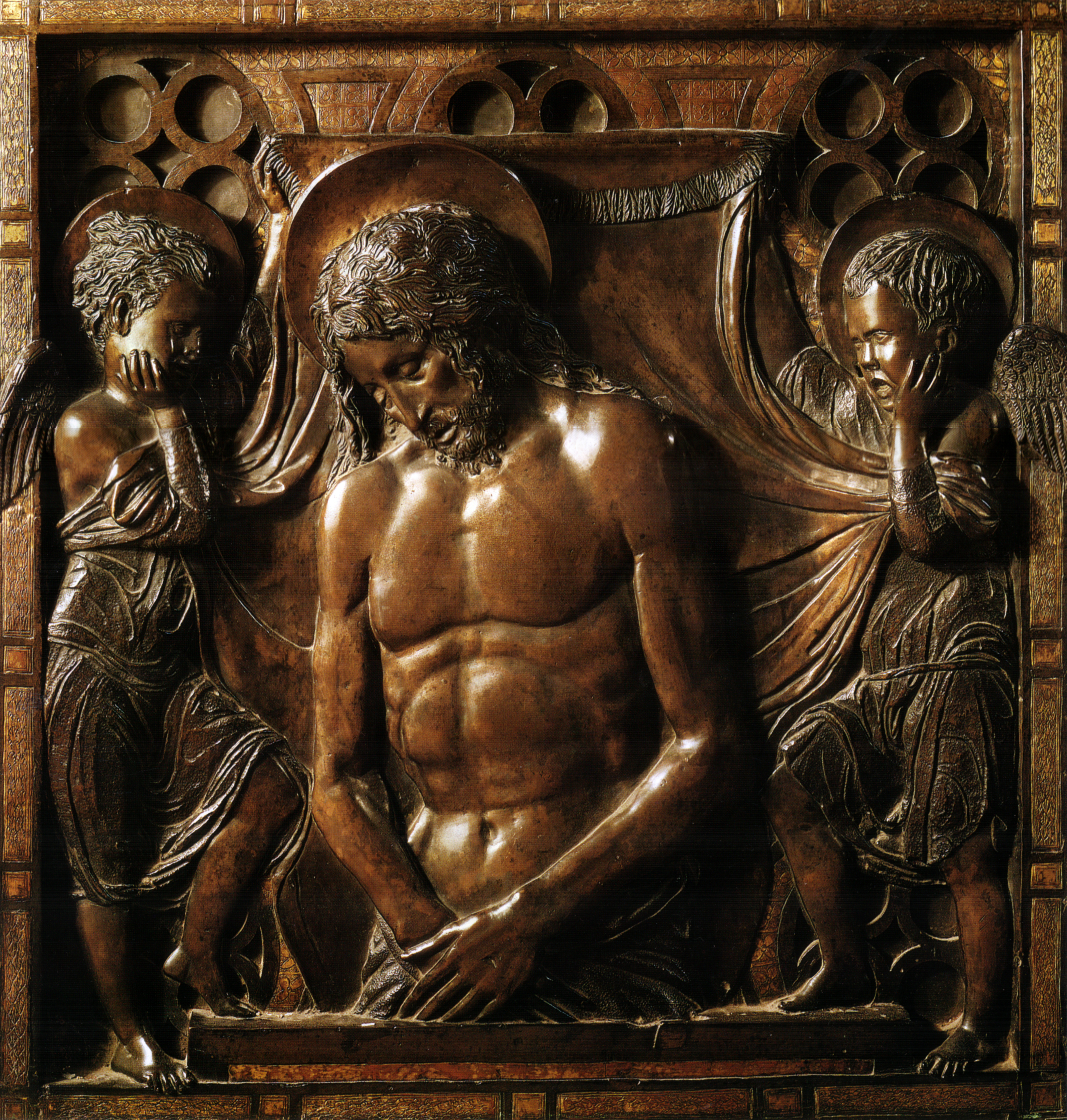
Donatello, Cristo muerto, antes de 1453.
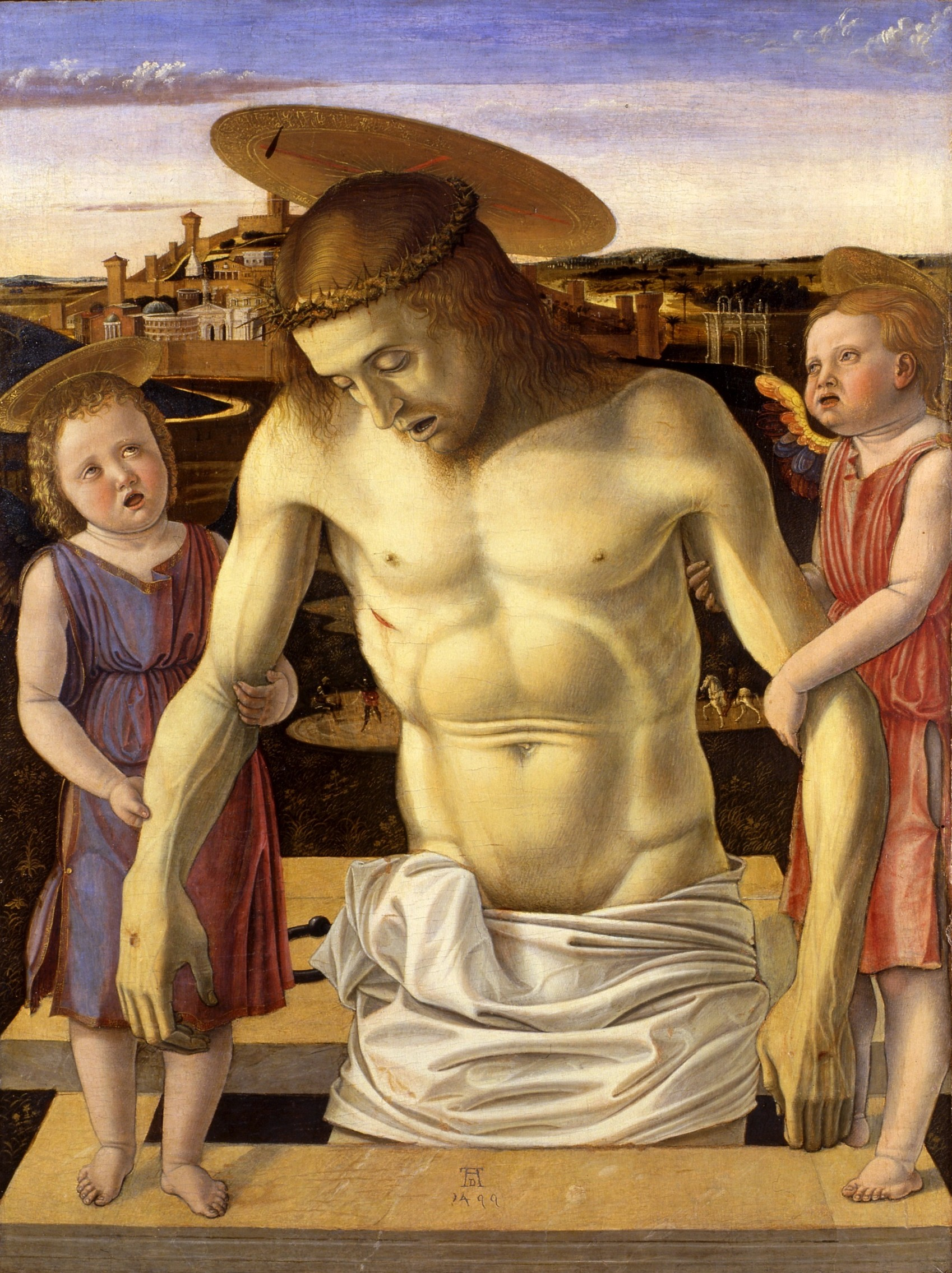
Giovanni Bellini, Cristo muerto sostenido por dos ángeles, 1460 aproximadamente.

## Otros proyectos
- Wikimedia Commons contiene imágenes u otros archivos de la Piedad de Montefiore

- Datos: Q3904406
- Multimedia: Montefiore Pietà / Q3904406